# Sistema de gerenciamento de recursos humanos
Sistema de gerenciamento de recursos humanos (HRMS, do inglês human resource management system) ou sistema de informações de recursos humanos (HRIS, do inglês human resource information system) é uma forma de software que combina diversos sistemas e processos para garantir o fácil gerenciamento dos recursos humanos, processos de negócios e dados. O software de recursos humanos é usado por empresas para combinar várias funções de RH necessárias, como armazenamento de dados de funcionários, gerenciamento de folhas de pagamento, processos de recrutamento, práticas organizacionais, administração de benefícios e acompanhamento de registros de atendimento. Ele garante que os processos diários de recursos humanos sejam gerenciáveis e fáceis de acessar.[carece de fontes?] Mesclando recursos humanos como uma disciplina e, em particular, suas atividades e processos básicos de RH com o campo da tecnologia da informação, enquanto a programação de sistemas de processamento de dados evoluiu para rotinas e pacotes padronizados para softwares de planejamento de recursos empresariais (ERP). No geral, esses sistemas ERP têm sua origem no software que integra informações de diferentes aplicativos em um único banco de dados universal. A ligação de seus módulos de recursos financeiros e humanos através de um único banco de dados é a distinção mais importante para os predecessores desenvolvidos individualmente, o que torna esta aplicação de software rígida e mas também flexível. 
Os sistemas de informação de recursos humanos fornecem um meio de adquirir, armazenar, analisar e distribuir informações para várias partes interessadas.  O HRIS permite melhorar os processos tradicionais e melhorar a tomada de decisões estratégicas.  A onda de avanço tecnológico revolucionou todo e qualquer espaço da vida hoje, e o RH em sua totalidade não ficou de lado. Os sistemas iniciais eram de escopo limitado, geralmente focados em uma única tarefa, como melhorar o processo de folha de pagamento ou rastrear as horas de trabalho dos funcionários. Os sistemas de hoje abrangem todo o espectro de tarefas associadas aos departamentos de recursos humanos, incluindo rastreamento e melhoria da eficiência dos processos, gerenciamento da hierarquia organizacional, gestão das práticas organizacionais e simplificação das transações financeiras de todos os tipos. Em suma, à medida que o papel dos departamentos de recursos humanos se expandiu em complexidade, os sistemas de tecnologia de RH evoluíram para atender a essas necessidades. 

## História
A tendência de automação dos processos de gestão da folha de pagamentos e da força de trabalho, iniciou-se durante a década de 1970, quando os computadores de tecnologia limitada e de mainframe ainda dependiam da entrada manual para conduzir a avaliação dos funcionários e digitalizar os relatórios.  
O primeiro sistema de planejamento de recursos empresariais (ERP) que integrou funções de recursos humanos foi o SAP R / 2 (posteriormente substituído pelo R / 3 e S / 4hana), lançado em 1979. Este sistema deu aos usuários a possibilidade de combinar dados corporativos em tempo real e regular processos de um único ambiente de mainframe. Muitos dos sistemas de RH populares atualmente, ainda oferecem funcionalidades consideráveis de ERP e folha de pagamento. 
O primeiro sistema cliente-servidor para o mercado corporativo completamente centrado em RH foi o PeopleSoft, lançado em 1987 e posteriormente comprado pela Oracle em 2005. (No Reino Unido, 'Compel' foi lançado pela CIPHR em 1983 como um Sistema de Gestão de RH dedicado). Hospedado e atualizado por clientes, o PeopleSoft substituiu o conceito de ambiente de mainframe e ganhou enorme popularidade que o manteve em cena por muitos anos. O sistema ainda está ativo hoje, enquanto a Oracle também desenvolveu vários sistemas de BPM semelhantes para automatizar as operações corporativas essenciais. 

### Software baseado na Web
A partir do final dos anos 90, os fornecedores de RH começaram a oferecer soluções de RH hospedadas em nuvem, com o objetivo de tornar essa tecnologia mais acessível também para equipes pequenas e remotas. Em vez de um cliente-servidor, as empresas começaram a usar contas on-line em portais baseados na Web, para facilitar o acesso aos dados de desempenho de seus funcionários e acompanhar as suas realizações, independentemente de sua localização. 
O início dos anos 2000 marcou um novo e vantajoso conceito no desenvolvimento de RH. Mais e mais sistemas estavam lidando com tarefas específicas, como o recrutamento ou administração de benefícios, incluindo os melhores sistemas da geração que substituíram a fórmula de ERP + RH "one-size-fits-all'. 

### Software móvel
Em 2014, as empresas usaram os benefícios do marco de hospedagem na nuvem para disponibilizar as funções de gestão de RH também para dispositivos móveis, a partir deste ano, os fornecedores mais populares do mercado lançaram aplicativos especialmente para as plataformas Android e iPhone, de forma a atender às necessidades de todas as equipes e empresas. 

### Desenvolvimentos recentes
Em 2015, os usuários de softwares de RH familiarizaram-se com a tecnologia de gamificação, ou seja, sistemas que atribuem uma dimensão divertida às operações tradicionais de RH, que motivam os funcionários a um melhor desempenho e engajamento no uso das aplicações, por meio de desafios na conquista de badges e bônus. 
Outra inovação popular relacionada a sistemas especializados de RH é o uso da vídeo conferência para os processos de contratação, já que a maioria dos provedores incorpora widgets de web-conferência em seus produtos, permitindo que os gerentes localizem e atraiam talentos sem limitações geográficas. 
No futuro, espera-se que o software de gerenciamento de recursos humanos reinvente sua capacidade, aumente a eficiência com um recrutamento mais personalizado e centrado em candidatos, interfaces simplificadas e automação de mais processos relacionados a RH que são atualmente executados manualmente. 

## Funções
A função dos departamentos de recursos humanos é administrativa e comum a todas as organizações. As organizações podem ter formalizado processos de seleção, avaliação e folha de pagamento, mas a gestão do " capital humano " progrediu para um processo imperativo e complexo. A função de RH consiste em rastrear dados de funcionários existentes que tradicionalmente incluem históricos pessoais, habilidades, capacidades, realizações e salário. Para reduzir a carga de trabalho manual dessas atividades administrativas, as organizações começaram a automatizar eletronicamente muitos desses processos, introduzindo sistemas especializados de gerenciamento de recursos humanos. Os executivos de RH confiam em profissionais de TI internos ou externos para desenvolver e manter um HRMS integrado. Antes que as arquiteturas cliente-servidor evoluíssem no final dos anos 80, muitos processos de automação de RH foram relegados a computadores mainframe que podiam lidar com grandes quantidades de transações de dados. Em consequência do alto investimento de capital necessário para comprar ou desenvolver softwares de própria propriedade, esses HRMS desenvolvidos internamente foram limitados a organizações que possuíam uma grande quantidade de capital para investimento. O advento do cliente-servidor, do provedor de serviços de aplicativos e do software como serviço (SaaS) ou dos sistemas de gerenciamento de recursos humanos, permitiu um maior controle administrativo de tais sistemas. Atualmente, os sistemas de gerenciamento de recursos humanos abrangem: 
1. Retenção
2. Contratação
3. Onboarding
4. Administração
5. Gerenciando de Folha de Pagamento
6. Planejamento de RH
7. Gestão de Recrutamento / Aprendizagem
8. Gestão de desempenho
9. Autoatendimento para funcionários
10. Agendamento
11. Absenteísmo
12. Analytics
13. Módulo de gestão de carreiras
14. Duvidas e reclamações

O módulo de folha de pagamento automatiza o processo de pagamento, reunindo dados sobre tempo e frequência dos funcionários, calculando deduções e impostos, gerando o contracheque e relatórios de impostos e taxas a serem deduzidos. Os dados são geralmente alimentados pelos módulos de recursos humanos e gestão de ponto. Este módulo pode abranger todas as transações relacionadas aos funcionários, bem como integrar-se aos sistemas de gerenciamento financeiro existentes. 
O módulo de gestão de ponto reúne a padronização de tempo e esforços relacionados ao trabalho. Os módulos mais avançados oferecem ampla flexibilidade em métodos de coleta de dados, recursos de distribuição de mão-de-obra e recursos de análise de dados. Análise de custos e métricas de eficiência são as principais funções. 
O módulo de administração de benefícios fornece um sistema para as organizações administrarem e rastrearem a participação dos funcionários nos programas de benefícios. Estes geralmente incluem seguro, compensação, participação nos lucros e aposentadoria. 
O módulo de gerenciamento de RH é um componente que abrange muitos outros aspectos de RH, desde a aplicação até a aposentadoria. O sistema registra dados básicos demográficos e de endereço, seleção, treinamento e desenvolvimento, gerenciamento de capacidades e habilidades, registros de planejamento de compensação e outras atividades relacionadas. Os sistemas de ponta oferecem a capacidade de "ler" aplicativos e inserir dados relevantes em campos de bancos de dados aplicáveis, notificar os empregadores e fornecer controle e gerenciamento das posições. A função de gerenciamento de recursos humanos envolve também o recrutamento, colocação, avaliação, remuneração e desenvolvimento dos funcionários de uma organização. Inicialmente, as empresas usavam sistemas de informação baseados em computador para: 
- produzir contracheques e relatórios de folha de pagamento;
- manter registros de pessoal;
- gestão de talentos .

O recrutamento on-line tornou-se um dos principais métodos utilizados pelos departamentos de RH para atração de possíveis candidatos para posições disponíveis dentro de uma organização. Os sistemas de gestão de talentos, ou módulos de recrutamento,  oferecem uma solução de contratação integrada para HRMS, que normalmente engloba: 
- analisar o uso de pessoal dentro de uma organização;
- identificar potenciais candidatos;
- recrutamento por meio de listagens voltadas para a empresa;
- recrutamento online por meio de sites e publicações que comercializam tanto para recrutadores como para candidatos;
- análise dentro do processo de contratação (tempo de contratação, fonte de contratação, rotatividade);
- gerenciamento de conformidade para garantir que os anúncios de emprego e a integração de candidatos sigam as regulamentações governamentais.

O custo significativo incorrido em manter um esforço de recrutamento organizado e o custos de manter a exposição competitiva das vagas, deu origem ao desenvolvimento de um módulo dedicado ao sistema de rastreamento de candidatos (ATS). 
O módulo de treinamento fornece um sistema para que as organizações administrem os esforços de treinamento e desenvolvimento dos funcionários. O sistema, normalmente chamado de "sistema de gerenciamento de aprendizagem" da sigla em inglês (LMS), um produto autônomo que permite que o RH rastreie a educação, as qualificações e as habilidades dos funcionários, além de definir quais cursos de treinamento, livros, CDs, aprendizado baseado na Web ou materiais estão disponíveis para desenvolver tais habilidades. Os cursos podem então ser oferecidos em sessões específicas de datas, com delegados e recursos de treinamento sendo mapeados e gerenciados dentro do mesmo sistema. Os LMS sofisticados permitem que os gerentes aprovem treinamentos, orçamentos e calendários, juntamente com métricas de avaliação e gestão do desempenho. 
O módulo de autoatendimento para funcionários, permite que os funcionários consultem dados relacionados ao RH e realizem algumas transações de RH no sistema. Os funcionários podem consultar seu registro de presença do sistema, sem solicitar as informações do pessoal de RH. O módulo também permite que os supervisores aprovem as solicitações do O.T. de seus subordinados através do sistema, sem sobrecarregar a tarefa no departamento de RH. 
Muitas organizações foram além das funções tradicionais e desenvolveram sistemas de informações de gerenciamento de recursos humanos que oferecem suporte a recrutamento, seleção, contratação, colocação profissional, avaliações de desempenho, análise de benefícios, saúde e segurança, enquanto outros integram um sistema de rastreamento de candidatos terceirizado que englobam um subconjunto dos itens acima. 
O módulo de análise (analytics) permite que as organizações ampliem o valor de uma implementação de HRMS, extraindo dados relacionados a RH para uso com outras plataformas de gestão e inteligência de negócios. Por exemplo, as organizações combinam métricas de RH com outros dados de negócios para identificar tendências e anomalias no quadro de funcionários, a fim de prever melhor o impacto da rotatividade de funcionários na produção futura. 
Existem agora muitos tipos de HRMS ou HRIS, alguns dos quais são tipicamente pacotes de software baseados em máquinas locais; o outro tipo principal são os sistemas on-line baseados em nuvem que podem ser acessados por meio de um navegador da web. 
O módulo de treinamento da equipe permite que as organizações entrem, acompanhem e gerenciem o treinamento de funcionários. Cada tipo de atividade pode ser registrado junto com os dados adicionais. O desempenho de cada funcionário ou membro da equipe é armazenado e pode ser acessado por meio do módulo Análises. 
O módulo de atribuição gestão de carreiras é uma funcionalidade adicional recente do HRMS. Este módulo tem as funções de transferência, promoção, revisão de pagamento, redesignação, delegação, confirmação e mudança de modo de pagamento. 
- Fator Bradford
- Gestão baseada em competências
- E-HRM
- Sistemas de informação para recursos humanos e saúde (HRH)
- Associação Internacional para Gestão de Informação de Recursos Humanos
- Análise do trabalho
- Sistema de gestão de aprendizagem
- Organograma
- Planejamento estratégico de recursos humanos
- Sistema de rastreamento de candidatos.
- Lista de software de gerenciamento de recursos humanos

Com o Módulo de holerite online permite as empresas reduzirem a emissão e os gastos com papel, espaço físico para armazenamento, energia e equipamentos especiais, tornando o processo mais ágil e à prova de erros.
O Holerite na versão digital tem exatamente a mesma função do Holerite na versão impressa: ser o demonstrativo dos proventos pagos mensalmente, bem como os descontos e demais informações pertinentes, aos colaboradores:
▶ Dados da empresa, como razão social e CNPJ;
▶ Informações do funcionário;
▶ Detalhamento dos proventos e dos descontos, além das respectivas descrições,
▶ Indicação da base de apuração dos impostos relacionados.
A diferença básica é o formato, já que o Holerite passa a ser disponibilizado digitalmente, dispensando as impressões em papel-contínuo ou A4.
Dessa forma, as empresas podem optar como disponibilizam o documento:
▶ Através de uma página online, acessível apenas mediante uma identificação própria cedida ao funcionário, para acesso seguro ao holerite digital;
▶ Via envio de e-mails automatizados, através de sistemas específicos – o que otimiza esse tipo de operação por parte do RH.
Também economizam em horas de trabalho dos colaboradores de RH, que poderão ter seus esforços direcionados para atividades mais estratégicas.